# 50 Hudson Yards
50 Hudson Yards é um arranha-céu de 308 m de altura e 58 andares parte do empreendimento Hudson Yards em Hudson Yards, Nova Iorque. O edifício está localizado ao norte do 30 Hudson Yards e à leste do Parque e Bulevar Hudson, adjacente ao 55 Hudson Yards.

## História
Em abril de 2014, novas concepções artísticas de um edifício de 62 andares, 210,000 m2 foram publicadas. A torre foi mostrada com uma altura de 326 m. Os planos originais foram alterados; o arranha-céu, originalmente projetado para ter um formato de "escada" com uma fachada branca, foi mudado para uma estrutura com três componentes retangulares, cada um menor do que o componente abaixo.
Em dezembro de 2016, um plano revisado para o edifício foi publicado, com o administradora de ativos BlackRock ocupando 78.700 m2 como o principal inquilino. Novas concepções artísticas do prédio, projetado pela Foster + Partners, foram reveladas. Em setembro de 2017, a desenvolvedora Related Companies obteve US$3,8 bilhões em financiamento para a nova torre, incluindo US$1,5 bilhão em empréstimos. Mitsui Fudosan possui uma participação de 90% do edifício. O Banco da China, Deustsche Bank, HSBC, Sumitomo Mitsui e Wells Fargo contribuíram no financiamento do prédio.
As obras na fundação do 50 Hudson Yards começaram em maio de 2018. Em agosto de 2018, a altura do edifício teve um ligeiro aumento, de 300 m para 308 m. Em janeiro de 2019, os desenvolvedores revelaram duas esculturas sem nome do escultor norte-americano Frank Stella, que estarão no saguão do prédio.

## Locatários
Em novembro de 2019, foi anunciado que o Facebook iria ocupar um espaço de 110.000 m2 no 50 Hudson Yards. Isso representa 80% do espaço total que o Facebook iria ocupar no Hudson Yards.